# Leucospis japonica
Leucospis japonica är en stekelart som beskrevs av Walker 1871. Leucospis japonica ingår i släktet Leucospis och familjen Leucospidae. Inga underarter finns listade i Catalogue of Life.